# Sattrawut Auppachai
Sattrawut Auppachai (thailändisch ศาสตราวุธ อุปชัย; * 10. November 2005) ist ein thailändischer Fußballspieler.

## Karriere
Sattrawut Auppachai erlernte das Fußballspielen in der Schulmannschaft der Nakhon Sawan Municipality Sports School in Nakhon Sawan. Seinen ersten Vertrag unterschrieb er Anfang 2024 beim Chainat Hornbill FC unter Vertrag. Der Verein aus Chainat spielt in der zweiten Liga, der Thai League 2. Sein Zweitligadebüt gab Sattrawut Auppachai am 14. Januar 2024 (19. Spieltag) im Heimspiel gegen den Customs United FC. Bei dem 1:0-Erfolg wurde er in der 81. Minute für Thitiwat Phranmaen eingewechselt. Nach insgesamt 19 Ligaspielen wechselte er nach der Hinrunde im Dezember 2024 in die dritte Liga. Hier schloss er sich in Nakhon Sawan dem in der Northern Region spielenden Nakhon Sawan See Khwae City FC an.